# Einhorn-Rädertier
Das Einhorn-Rädertier (Kellicottia longispina) ist eine Art aus der Gattung Kellicottia aus dem Stamm der Rädertiere (Rotatoria). Kellicottia longispina ist planktisch in Seen verbreitet. 

## Merkmale
Auffällig sind die langen Dornen – einer am hinteren Ende, ein langer und fünf kurze am Vorderteil des Tieres. Kellicottia bostoniensis, eine ähnlich aussehende Art aus derselben Gattung, ist in Deutschland invasiv.